# 譚偉權
譚偉權（英語：Gary Tam Wai Kuen，1968年12月23日—），香港男演員、主持、歌手、導演及戲劇導師，前無綫電視基本藝人合約藝員，現為自由身演員、導演、歌手、戲劇導師及香港舞台劇獎評審。。

## 簡歷
譚偉權有一兄一弟，父親在其年幼時於北角英皇道皇都戲院附近營辦西餐廳「玫瑰閣」（1967年開設、1990年代初結業），一家同住餐廳上層，且經常到該戲院的私家座（私人觀眾席）偷看表演。他早年在成名閣居住，就讀北角衛理堂幼稚園、番禺會所華仁小學及香港華仁書院（理科）；小學至中學階段已到父親的餐廳當服務生，又會與中學同學合組樂隊「Infrared」（高中）、參與聯校紅十字會訓練（初中）及劇社音樂活動，透過音樂演出認識了趙增熹、 Fundamental 、達明一派、太極樂隊等音樂人。其讀書成績一般，後來基於自小已培養出來的表演慾而在1986年報考香港演藝學院，最終於1990年從戲劇學院（表演系深造文憑課程）畢業；曾為導演張之珏學生，在讀期間參演過香港電台劇集如《性本善》，亦憑舞台劇《少年十五二十時》、《衝上雲霄》、《油脂》及《手足情緣》，分別奪得「87 - 88年度傑出演員獎（喜劇）」、「88 - 89年度傑出演員獎（喜劇）」和「89 - 90年度傑出演員獎（音樂劇）」等獎項。另外，他於同年也曾接受香港國際宣明會邀請，代表香港赴新西蘭出席「救救小孩」大型活動，並在當地八個城市作巡迴表演。
1991年，譚偉權在演藝學院導師的提議下加入香港話劇團成為全職演員，同期參演香港電台的短劇。1993年，他再憑《橫衝直撞偷錯情》獲得香港戲劇協會《第2屆香港舞台劇獎》「最佳男配角（喜劇 / 鬧劇）」殊榮，同年加入了無綫電視，曾於兒童節目《閃電傳真機》中飾演「Garilario」，唱過不少經典兒歌如《大熊學跳舞》、《大笨鐘》、《白石嶺公園》，以及擔任音樂節目《Sunday新地帶》主持。至1997年約滿電視台離開。由1993年到1997年間，他因被兒童組同事賞識而一直擔任兒童節目主持，未有機會演出電視劇。及後於1999年，他開始擔當戲劇導師向兒童和青少年推廣藝術教育，且多次到校內巡迴演出；還參與過多部舞台劇包括《白蛇》（香港芭蕾舞團）、《地久天長》（香港話劇團）、《紅 - 愛你一萬年》（3RS）、《齊齊來玩轉中樂大派對》（香港中樂團）、《十二月部屋》（W創作社）及《今夜芳華正茂》（演戲家族）等。

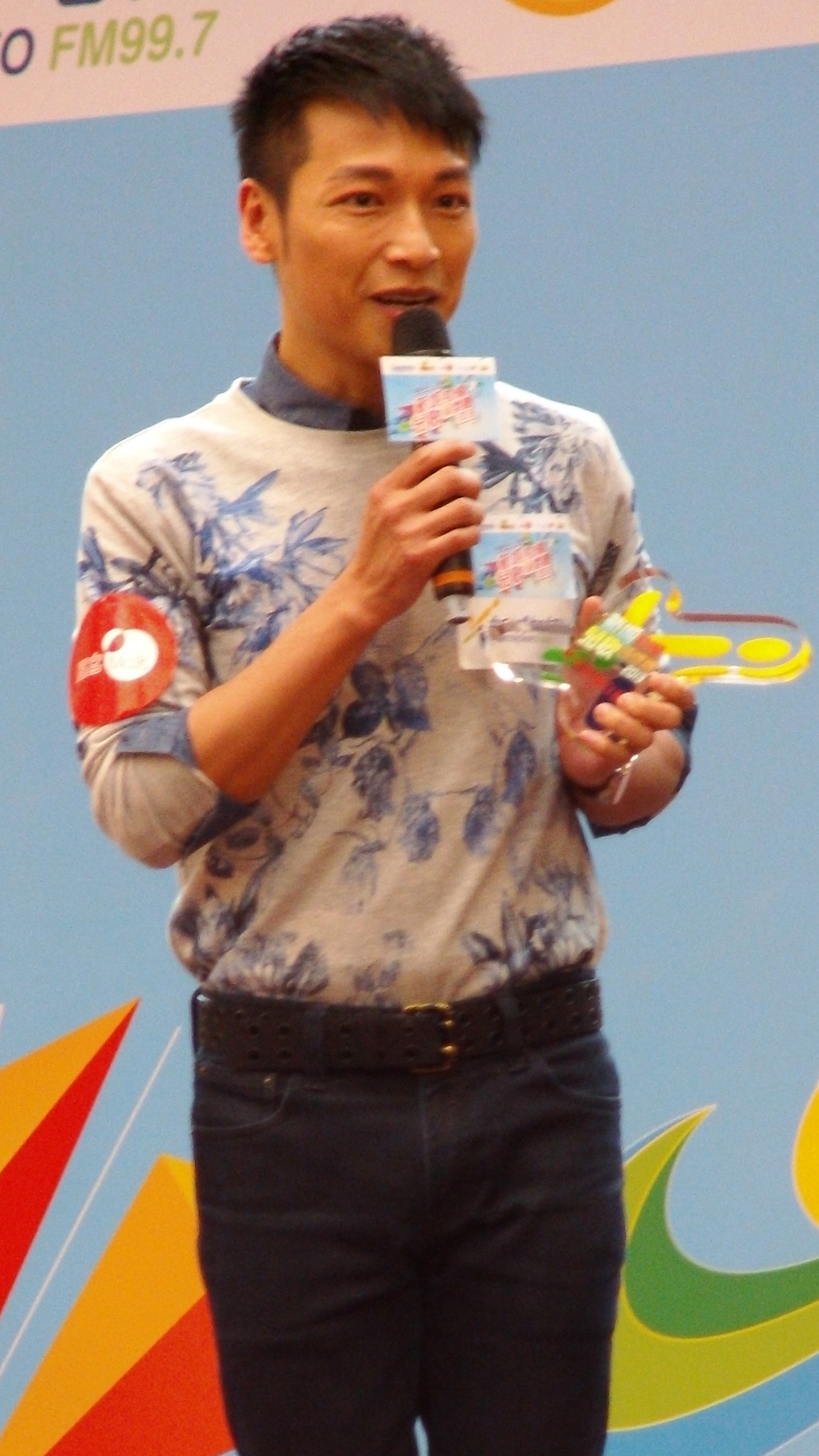
出席《2013年度新城勁爆兒歌頒獎禮》

2009年，譚偉權成立「哥哥製作有限公司」向偶像張國榮致敬。2011年，他推出首張個人音樂專輯《如若我是他（她）》以圓其多年心願。2013年，他選擇重返無綫電視，現時主力拍攝劇集。2017年，他透過 big big channel 直播逾三百次而成為了榜首人物，並受到網民注目；2020年4月加入萬華媒體旗下藝人管理及活動製作公司上騰制作，翌年2月於《失憶24小時》內飾演綁架案綁匪「炎星」一角，表現再受注視。

## 演出作品

### 電視劇（無綫電視）
| 首播   | 劇名              | 角色               | 備註                   |
| 2014年 | 我們的天空        | 張學求             | 單元：《冬天的童話》   |
| 2014年 | 名門暗戰          | 何永年             |                        |
| 2015年 | 四個女仔三個BAR   | 律政人員           |                        |
| 2015年 | 收規華            | 司徒志良           | 第5集                  |
| 2015年 | 枭雄              | 朱俊傑             |                        |
| 2015年 | 刀下留人          | 蔡展雲             |                        |
| 2016年 | 愛情食物鏈        | 阿 錫              |                        |
| 2016年 | 警犬巴打          | 盧彼渡             |                        |
| 2016年 | 愛·回家之八時入席 | 老 闆              | 第68集                 |
| 2016年 | 愛·回家之八時入席 | 馮仁伊             | 第145集                |
| 2016年 | 完美叛侶          | 何德廣             | 第9、10集              |
| 2016年 | 為食神探          | 郭一鳴             | 第9、12集              |
| 2016年 | 巨輪II            | 關永財 ／ 阿部一郎 | 第12、13集             |
| 2016年 | 律政強人          | Samuel             |                        |
| 2017年 | 迷                | 馬智斌（Ben）      |                        |
| 2017年 | 與諜同謀          | 鄭 智（Eric）      |                        |
| 2017年 | 不懂撒嬌的女人    | 陳日澄前夫         | 第17集                 |
| 2017年 | 燦爛的外母        | 鮑力奇（Garlic）   |                        |
| 2017年 | 老表，畢業喇！    | 麥文峰             |                        |
| 2017年 | 誇世代            | 駱業銀行經理       | 第29集                 |
| 2018年 | 波士早晨          | 艾菲爾電訊集團老闆 | 第1集                  |
| 2018年 | 翻生武林          | 常無妄             |                        |
| 2018年 | 愛·回家之開心速遞 | 黃瑞文             | 第330集                |
| 2018年 | 愛·回家之開心速遞 | 史提芬·周          | 第466集                |
| 2018年 | 再創世紀          | 謝安東 / 趙一松    | 第26 - 28集            |
| 2018年 | 是咁的，法官閣下  | 陳醫生             | 第21、22、25集         |
| 2019年 | 福爾摩師奶        | 華 仁              | 第6集                  |
| 2019年 | 白色強人          | 吳榮業             |                        |
| 2019年 | 十二傳說          | 劉大宇             | 第5 - 7集              |
| 2019年 | 牛下女高音        | 中年白千巖         | 第6、17、28集          |
| 2019年 | 過街英雄          | 伍文堅             | 第12集、Astro AOD 首播 |
| 2019年 | 丫鬟大聯盟        | 宋晚燈             |                        |
| 2020年 | 那些我愛過的人    | 張志仁             | 第14集                 |
| 2020年 | 迷網              | Martin Au          | 第7 - 9集              |
| 2020年 | 大步走            | 何家富             | myTV Gold 首播         |
| 2021年 | 失憶24小時        | 炎 星              |                        |
| 2021年 | 一笑渡凡間        | 明 光              |                        |
| 2021年 | 逆天奇案          | 祥                 | 第22集                 |
| 2021年 | 七公主            | 周大律師           | 第18、19集             |
| 2021年 | 我家無難事        | 莊致遠             |                        |
| 2022年 | 青春不要臉        | 權                 |                        |
| 2023年 | 隱門              | 錢 七              |                        |
| 2023年 | 你好，我的大夫    | 紅棗               |                        |
| 2023年 | 羅密歐與祝英台    | Leo                |                        |
| 2024年 | 異空感應          | 林港生             |                        |

### 電視劇（其他）
| 首播           | 劇名           | 角色   | 備註                             |
| 香港電台電視部 |                |        |                                  |
| 1987年         | 性本善         |        | 第二集 單元：《青春夢裏人》      |
| 1988年         | 性本善         | 阿 偉  | 第六集 單元：《風雨少年情》      |
| 1990年         | 性本善         | 亞 迪  | 第十四集 單元：《亞迪的遭遇》    |
| 1991年         | 性本善         |        | 第十五集 單元：《禁果》          |
| 2012年         | 沒有牆的世界   | 江明生 | 第三輯 第一集 單元：《天生一對》 |
| 邵氏兄弟       |                |        |                                  |
| 2022年         | 飛虎之壯志英雄 | 盧子聰 | 第29集                           |
| 2023年         | 廉政狙擊       | 霍東樹 |                                  |

### 綜藝節目
| 首播          | 節目名                         | 備註                                                                             |
| 無綫電視      |                                |                                                                                  |
| 1993年        | 閃電傳真機                     | 飾演「Garilario」 與譚玉瑛、蔡子健、麥長青、魯文傑、朱茵、唐韋琪及顏菁葦一同主持 |
| 1993年        | Sunday新地帶                   | 主持之一                                                                         |
| 1994年        | 鄉下世運會                     | 與楚原及黎瑞恩一同主持                                                           |
| 1995年        | 1995年度兒歌金曲頒獎典禮       | 得獎者（十大兒歌金曲《白石嶺公園》）                                             |
| 1999年        | 1999年度兒歌金曲頒獎典禮       | 列席者                                                                           |
| 2010年        | 今日VIP                        | 2月18日嘉賓                                                                      |
| 2012年        | 2011香港藝術發展獎             | 表演嘉賓                                                                         |
| 2014年        | 今日VIP                        | 1月14日嘉賓                                                                      |
| 2015年        | Sunday靚聲王                   | 第17集嘉賓                                                                       |
| 2015年        | 今日VIP                        | 9月8日嘉賓                                                                       |
| 2016年        | 萬千星輝賀台慶                 | 演出嘉賓                                                                         |
| 2016年        | 2017 TVB節目巡禮星光晚宴       | 嘉賓                                                                             |
| 2017年        | 今日VIP                        | 2月13日嘉賓                                                                      |
| 2017年        | 群星拱照Big Big Channel        | 嘉賓                                                                             |
| 2017年        | 流行經典50年                   | 第16集嘉賓                                                                       |
| 2017年        | 流行經典50年 唱爆周末          | 第1集嘉賓                                                                        |
| 2017年        | big big channel 失驚無神賀中秋 | 演出嘉賓                                                                         |
| 2017年        | 東張西望                       | 10月4日訪問嘉賓                                                                  |
| 2017年        | 今日VIP                        | 10月24日嘉賓                                                                     |
| 2018年        | 流行經典50年                   | 第20集嘉賓                                                                       |
| 2018年        | 今日VIP                        | 5月31日嘉賓                                                                      |
| 2018年        | 家燕姐全民皆Friend 60年        | 演出嘉賓                                                                         |
| 2019年        | 流行經典50年                   | 第68集嘉賓                                                                       |
| 2019年        | 今日VIP                        | 3月27日嘉賓                                                                      |
| 2020年        | 流行經典50年                   | 新一輯 第22集嘉賓                                                                |
| 2021年        | 童你一起長大了                 | 第4集嘉賓                                                                        |
| 香港有線電視  |                                |                                                                                  |
| 2007 - 2013年 | 拉近文化                       | 與曾美華一同主持                                                                 |
| 亞洲電視      |                                |                                                                                  |
| 2008年        | 開學啦                         | 嘉賓                                                                             |
| 2012年        | 通識小學堂                     | 8月22日嘉賓                                                                      |
| 2013年        | 亞洲大學堂                     | 第22 - 25集嘉賓                                                                  |
| OurTV.hk      |                                |                                                                                  |
| 2010年        | 劇場會客室                     | 第四十二集嘉賓                                                                   |
| 2011年        | Cultural Club 文化所           | 第一、二集嘉賓                                                                   |
| 2011年        | 八十後雲遊世界                 | 第三十九集嘉賓                                                                   |
| 上騰制作      |                                |                                                                                  |
| 2020年至今    | 明店930                        | 與菁瑋及李莉一同主持                                                             |

### 電影
| 首映   | 電影名                           | 角色               |
| 1994年 | 我和春天有個約會                 | Bobby              |
| 1994年 | 清官難審                         | 內衣廠員工         |
| 2017年 | 信望愛（家燕媽媽藝術中心微電影） | 熊子逸及熊子豐父親 |
| 2019年 | 你咪理，我愛你！                 | 阿芬丈夫           |
| 2021年 | 怒火                             | 內務調查科警官     |

### 舞台劇
| 首演                               | 劇名                                       | 角色                  | 劇團 ／ 主辦單位                  |
| 1987 - 1990年                      |                                            |                       |                                   |
|                                    | 油脂                                       | Danny                 | 香港演藝學院                      |
|                                    | 手足情緣                                   | 偉 仔                 | 香港演藝學院                      |
|                                    | 衝上雲霄                                   | Eugene                | 香港演藝學院                      |
|                                    | 少年十五二十時                             | Eugene                | 香港演藝學院                      |
| 1990年                             |                                            |                       |                                   |
|                                    | 胡天胡帝                                   |                       | 香港話劇團                        |
| 1991年                             |                                            |                       |                                   |
|                                    | 禁葬令                                     |                       | 香港話劇團                        |
| 1992年                             |                                            |                       |                                   |
|                                    | 橫衝直撞偷錯情                             |                       | 香港話劇團                        |
|                                    | 我和春天有個約會                           | Bobby                 | 香港話劇團                        |
|                                    | 費加羅的婚禮                               |                       | 香港話劇團                        |
| 有待考究                           |                                            |                       |                                   |
|                                    | 黑夜衝擊                                   | Eddie                 | 香港話劇團                        |
| 1993年                             |                                            |                       |                                   |
|                                    | 遇上1941的女孩（首演）                     | 阿 平                 | 演戲家族                          |
| 1994年                             |                                            |                       |                                   |
|                                    | 遇上1941的女孩（二度重演）                 | 阿 平                 | 演戲家族                          |
| 2000年                             |                                            |                       |                                   |
|                                    | 遇上1941的女孩（三度重演）                 | 阿 平                 | 演戲家族                          |
| 7月29日 - 8月14日                  | 紅 - 愛你一萬年                            | Dicky                 | 3RS Entertainment Production Ltd. |
| 2001年                             |                                            |                       |                                   |
|                                    | 白蛇（首演及重演）                         |                       | 香港芭蕾舞團                      |
| 6月29日 - 7月17日                  | 地久天長（重演）                           | 子 騖                 | 香港話劇團                        |
| 12月21日 - 2002年1月19日           | 邊城                                       | 儺 送（二老）         | 演戲家族                          |
| 2002年                             |                                            |                       |                                   |
| 12月4日 - 7日                      | 十二月部屋                                 | Lenon                 | W創作社                           |
| 2003年                             |                                            |                       |                                   |
| 1月16 - 18日                       | 傳說鐘的故事                               | 雅 博                 | 奔騰製作                          |
| 5月8 - 11日                        | 今夜芳華正茂                               |                       | 演戲家族                          |
| 7月25 - 27日、8月2、3日            | 星下談                                     |                       | 奔騰製作                          |
| 2004年                             |                                            |                       |                                   |
| 12月10 - 19日                      | 愛上劉三姐                                 | 吳 敏                 | 春天實驗劇團                      |
| 2005年                             |                                            |                       |                                   |
| 1月20 - 23日                       | 半邊人                                     |                       | 演戲家族                          |
| 5月5 - 11日                        | 香水                                       | 安 豪                 | 春天實驗劇團                      |
| 9月15 - 18日                       | 壹團騷 - Floor Show                        |                       | 過份音樂劇團                      |
| 4月2、3、9、10、16、17、23、24日   | 拼搏英雄傳                                 | 孱仔強                | 奔騰製作                          |
| 2006年                             |                                            |                       |                                   |
| 2月4 - 11日                        | 白蛇新傳 （第三十四屆香港藝術節）          | Richard（許仙）       | 演戲家族                          |
| 5月12 - 17日                       | 不如跳跳舞                                 | Richard               | 演戲家族                          |
| 8月10 - 13日                       | 喝彩                                       | Leslie                | 春天舞台製作有限公司              |
| 2007年                             |                                            |                       |                                   |
| 2月28日 - 3月11日                  | 喝彩（二度重演）                           | Leslie                | 春天舞台製作有限公司              |
| 7月4 - 15日                        | 喝彩（三度重演）                           | Leslie                | 春天舞台製作有限公司              |
| 8月24 - 31日                       | 窺心事                                     | 范仲真                | 焦媛實驗劇團                      |
| 12月6 - 12日                       | 喝彩（四度重演）                           | Leslie                | 春天舞台製作有限公司              |
| 2008年                             |                                            |                       |                                   |
| 2月29日 - 3月3日                   | 泰特斯（第三十六屆香港藝術節）             | 艾 倫（黑奴）         | 無人地帶                          |
| 8月1 - 17日                        | 喝彩（五度重演）                           | Leslie                | 春天舞台製作有限公司              |
| 9月19、20日                        | 喝彩（六度重演）                           | Leslie                | 春天舞台製作有限公司              |
| 12月19 - 21日                      | 大顛世界                                   | Richard               | 香港戲劇協會                      |
| 2009年                             |                                            |                       |                                   |
| 3月14 - 22日                       | 搶奪芳心喜自由                             | 殊多路素（Pseudolus） | 中英劇團                          |
| 4月17、18日                        | 真係阿姐汪明荃                             | Gary                  | 春天實驗劇團                      |
| 11月20 - 22日                      | 睡衣遊戲                                   | Sidney                | 香港音樂劇藝術學院                |
| 12月25日 - 2010年1月3日            | 五四新青年                                 | 胡 適                 | 中英劇團                          |
| 2010年                             |                                            |                       |                                   |
| 4月21 - 25日                       | Together 2010共同渡過 （首個獨腳戲音樂劇） | 阿 希                 | 哥哥製作有限公司                  |
| 12月16 - 19日                      | 女帝奇英傳                                 | 李 逸                 | 劇場空間                          |
| 2012年                             |                                            |                       |                                   |
| 3月16 - 18日                       | 星夢塵緣                                   |                       | 演戲家族                          |
| 6月8 - 10日                        | 大酒店有個荷李活                           | 李伯雄                | 楚城                              |
| 9月7 - 9日                         | 風之后                                     | 黃德森                | 大舞台劇團                        |
| 2013年                             |                                            |                       |                                   |
| 3月21日 - 4月9日                   | 我和春天有個約會                           |                       | 春天舞台製作有限公司              |
| 11月7 - 10日                       | 穿Kenzo的女人                              | 黃德森                | 演戲家族                          |
| 2014年                             |                                            |                       |                                   |
| 2月20日 - 23日                     | 大酒店有個荷李活                           | 李伯雄                | 楚城                              |
| 2017年                             |                                            |                       |                                   |
| 11月3日 - 14日                     | 小城風光                                   | 喬 治                 | 新光中國戲曲文化                  |
| 2018年                             |                                            |                       |                                   |
| 7月4日 - 10日                      | 絕代芳華                                   | Leslie                | 最佳拍檔影視文化公司              |
| 12月29日 - 31日2019年1月1、3 - 7日 | 玻璃動物園                                 | 溫偉東                | 新光中國戲曲文化                  |

### 配音
| 年份          | 產品 ／ 作品名             | 備註                                    |
| 2004 - 2005年 | Bear In The Big Blue House | 迪士尼頻道 幕後代唱（Treelo）           |
| 2004 - 2005年 | JoJo's Circus              | 迪士尼頻道 幕後代唱及配音（Mr. Tickle） |
| 2005 - 2008年 | 家樂氏（香港）COCO粟米片   | 聲音品牌代言人                          |
| 2005年        | 搞鬼甲蟲車                 | 配音（甲蟲車阿咇）                      |

### 電台節目
| 首播         | 節目名                   | 備註                  |
| 香港電台     |                          |                       |
| 1992年       | 城市音樂人               | 主持                  |
| 2011年       | All the Way with Ray     | 6月9日嘉賓            |
| 2011年       | 守下留情                 | 6月25日嘉賓           |
| 2016年       | 有冇搞錯                 | 嘉賓                  |
| 2018年       | Made in Hong Kong 李志剛 | 5月18日嘉賓           |
| 香港商業電台 |                          |                       |
| 2011年       | 兒童適宜                 | 6月19日嘉賓           |
| 2014年       | 口水多過浪花             | 1月23日嘉賓           |
| 2018年       | 1圈圈                    | 5月7日嘉賓            |
| 2018年       | 有誰共鳴                 | 5月29日嘉賓           |
| DBC數碼電台  |                          |                       |
| 2012年       | 好友感覺                 | 4月2日、7月8日嘉賓    |
| 2014年       | 好友感覺                 | 3月1日嘉賓            |
| 2014年       | 大家「真」風騷           | 8月17日嘉賓           |
| 2014年       | 每一個晚上               | 12月26日嘉賓          |
| 愛上網台     |                          |                       |
| 2011年       | 戀愛小天后               | 9月30日嘉賓           |
| 新城電台     |                          |                       |
| 2018年       | 閲讀城市                 | 5月17日嘉賓           |
| 包台         |                          |                       |
| 2018年       | Hey Cheers！             | 5月26日嘉賓           |
| 2018年       | 包俠                     | 6月12日（第71集）嘉賓 |

### 其他
| 年份   | 內容                                     | 備註                                    |
| 1989年 | 日落巴黎                                 | 演出                                    |
| 2002年 | 大自然的饗宴                             | 主持及旁述、香港中樂團特別外展音樂會    |
| 2004年 | 齊齊來玩轉中樂大派對                     | 與譚玉瑛一同主持 （页面存档备份，存于） |
| 2004年 | 一夜歌·一夜情 Cabaret 2004               | 團劇團                                  |
| 2006年 | 琴晚夜倫永亮紅館騷                       | 演出嘉賓                                |
| 2009年 | 許冠傑澳門演唱會 Live                    | 演出嘉賓                                |
| 2010年 | SUPER疑似巨星演唱會                      | 扮演張國榮及譚詠麟                      |
| 2010年 | 華仁 encore（華仁校慶音樂會）            | 演出嘉賓                                |
| 2010年 | CONTRARY 唱反調 譚偉權×譚偉權音樂會 2010 | 首個個人音樂會                          |
| 2012年 | 【真·SING·情】演唱會                     | 演出嘉賓                                |
| 2017年 | 第26屆香港舞台劇獎                       | 評審委員                                |
| 2018年 | 第二十七屆香港舞台劇獎頒獎禮             | 頒獎嘉賓                                |

## 音樂作品

### 個人專輯
| 專輯 # | 專輯名稱         | 專輯類型 | 發行公司     | 發行日期      | 曲目 |
| 1st    | 如若我是他（她） | 大碟     | 新世紀工作室 | 2011年8月12日 | 曲目 CD 1. 如若我是他（她） 【音樂劇《手足情緣》插曲】 2. 撲火燈蛾 【電影音樂劇《如果愛》插曲《妳是愛我的》粵語版】 3. 愛妳一萬年（與羅敏莊合唱） 【音樂劇《紅 - 愛你一萬年》插曲】 4. 傷信 5. 失眠夜 【音樂劇《遇上1941的女孩》插曲】 6. Dream Of You 【音樂劇《紅 - 愛你一萬年》插曲】 7. 天國之邊（與林小寶合唱） 【音樂劇《遇上1941的女孩》插曲】 8. 聖誕夜 【音樂劇《遇上1941的女孩》插曲】 9. 孤燕 【舞台劇《我和春天有個約會》插曲】 10. 天堂的風箏（與羅敏莊合唱） 【音樂劇《紅 - 愛你一萬年》插曲】 11. 迷失森林（與羅敏莊合唱） 【音樂劇《紅 - 愛你一萬年》插曲】 12. 憑著勇氣 【音樂劇《遇上1941的女孩》插曲】 |

### 合輯
| 專輯 # | 專輯名稱                           | 專輯類型 | 發行公司             | 發行日期 | 曲目 |
| 1st    | 兒童環保教育歌集 ── 《白石嶺公園》 | 大碟     | 雅樂唱片             | 1995年   | 曲目 CD 1. Happy talk 1（主唱：吳晶晶） 2. 白石嶺公園（十二隻恐龍去野餐） （主唱：譚偉權） 3. 送你一片陽光（主唱：唐韋琪） 4. 童謠靜靜唱（主唱：鄧潔麗） 5. Happy talk 2（主唱：吳晶晶） 6. 大熊學跳舞（主唱：譚偉權） 7. 媽媽教我唱的歌（主唱：唐韋琪） 8. 記得今天起（主唱：黃寶君） 9. Happy talk 3（主唱：吳晶晶） 10. 細世盃（主唱：譚偉權） 11. A-do-dum-dum（主唱：唐韋琪） 12. 愛惜這地球（主唱：鄧潔麗） 13. Happy talk 4（主唱：吳晶晶） 14. 大笨鐘（主唱：譚偉權） 15. 青青綠園地（主唱：黃寶君） 16. 星星催眠曲（主唱：唐韋琪） 17. Happy talk 5（主唱：吳晶晶） |
| 2nd    | 齊唱兒歌 2                         | 大碟     | 雅樂唱片             | 1998年   | 曲目 CD 1. 我是一個漢堡包（主唱：麥長青） 2. 小龍彬彬（主唱：張裕東、孫鳳明） 3. 小豆豆（主唱：張裕東、陳以誠） 4. 日月星辰（主唱：張家豪、GAS） 5. 童話小說（主唱：李珊珊、李建文） 6. 七色彩虹（主唱：陳奕） 7. For a better world we care （主唱：馬蹄露） 8. 拍拍手 點點頭（主唱：張裕東） 9. Com-ba-wah（主唱：黎耀祥、陳奕） 10. 兒童是世界上最快樂的人兒 （主唱：張裕東） 11. 小學同學（主唱：李家仁） 12. 小豬學唱歌（主唱：譚偉權）【《1999年度兒歌金曲頒獎典禮》候選兒歌金曲】 |
| 3rd    | 齊唱兒歌 3                         | 大碟     | 雅樂唱片             | 1998年   | 曲目 CD 1. 走跟我走（主唱：麥長青、黎耀祥） 2. 樂觀派（主唱：李珊珊） 3. 天地搜索（主唱：蔡子健、GAS） 4. 滿身歌兒爬地地（主唱：黎耀祥） 5. 時間老人（主唱：張裕東、安德尊） 6. 兒童街（主唱：張裕東） 7. 十隻青蛙（主唱：張裕東、陳以誠） 8. 差不多先生（主唱：GAS） 9. 活潑時代（主唱：蔡加加） 10. 飛吧！（主唱：依莎美 / 鄧潔麗） 11. 地球先生（主唱：李家仁） 12. 勇敢（主唱：譚偉權） |
| 4th    | 春天舞台劇金曲精選 第一輯          | 精選     | 春天舞台製作有限公司 | 1999年   | 曲目 CD Disc 1 1. 我和春天有個約會（舞台現場錄音版）（主唱：劉雅麗） 【舞台劇《我和春天有個約會》插曲】 2. 你會漸明白（舞台現場錄音版） （主唱：劉雅麗、鄧偉傑） 【舞台劇《我和春天有個約會》插曲】 3. 孤燕（主唱：譚偉權） 【舞台劇《我和春天有個約會》插曲】 4. 你為了愛情（舞台現場錄音版） （主唱：劉雅麗） 【舞台劇《我和春天有個約會》插曲】 5. 遊園春夢（主唱：張達明、蘇玉華） 【音樂劇《播音情人》插曲】 6. 只想有人愛我（主唱：劉雅麗） 【音樂劇《播音情人》插曲】 7. 銀幕嬌花（主唱：伍潔茵） 【舞台劇《南海十三郎》插曲】 8. Lily之歌（電影版）（主唱：謝君豪） 【舞台劇《南海十三郎》插曲】 9. 晚風（主唱：焦媛） 【舞台劇《上海之夜》插曲】 10. 月世界夜總會（主唱：羅冠蘭及眾演員）【舞台劇《上海之夜》插曲】 11. 至 Yeah 至叻相撲部（主唱：盧智燊、羅偉民、陳獅雄、許秉雄及眾演員） 【舞台劇《五個相撲的少年》插曲】 12. 搖滾樂與怒（主唱：盧智燊、楊詩敏及眾演員） 【舞台劇《五個相撲的少年》插曲】 13. 正子愛歌（主唱：伍潔茵） 【舞台劇《五個相撲的少年》插曲】 Disc 2 1. 少女的美夢（主唱：焦媛） 【舞台劇《窈窕淑女》插曲】 2. 齊共舞於今宵（主唱：焦媛及眾演員） 【舞台劇《窈窕淑女》插曲】 3. 天落雨（主唱：焦媛） 【舞台劇《窈窕淑女》插曲】 4. 美麗的姑娘（主唱：焦媛） 【舞台劇《窈窕淑女》插曲】 5. 女人麻煩（主唱：謝君豪、張可堅） 【舞台劇《窈窕淑女》插曲】 6. 何事對花竟不語（主唱：焦媛） 【舞台劇《人間有情》插曲】 7. 香港梁蘇記（主唱：伍潔茵） 【舞台劇《人間有情》插曲】 8. 青明柳（主唱：眾演員） 【舞台劇《梁祝》插曲】 9. 鬧端陽（主唱：眾演員） 【舞台劇《梁祝》插曲】 10. 蝴蝶夢（主唱：眾演員） 【舞台劇《梁祝》插曲】 11. 求鳳偶（主唱：馮家俊） 【舞台劇《梁祝》插曲】 12. 十八相送（主唱：眾演員） 【舞台劇《梁祝》插曲】 13. 練功夫（主唱：丁家湘及眾演員） 【舞台劇《梁祝》插曲】 14. 中秋月（主唱：眾演員） 【舞台劇《梁祝》插曲】 15. 劍雪浮生（主唱：眾演員） 【舞台劇《劍雪浮生》插曲】 16. 游園驚夢（主唱：焦媛及眾演員） 【舞台劇《劍雪浮生》插曲】 17. 慧劍豈無痕（主唱：黃美娟及眾演員） 【舞台劇《劍雪浮生》插曲】 |
| 5th    | 遇上1941的女孩                     | 大碟     | 演戲家族             | 2000年   | 曲目 CD 1. 觸不到的面（主唱：譚偉權、林小寶） 2. 失眠夜 （主唱：譚偉權、1941眾男演員） 3. 追債（主唱：何浩源、林小寶） 4. 我愛麻甩佬 （主唱：廖淑芬、1941眾演員） 5. 香港地係番度 （主唱：廖淑芬、1941眾演員） 6. 慌失失 （主唱：林小寶、1941眾演員） 7. Fireman （主唱：譚偉權、1941眾男演員） 8. 天國之邊（主唱：譚偉權、林小寶） 9. 旋轉的甜夢（主唱：譚偉權、林小寶） 10. 第一次（主唱：廖淑芬、何浩源、1941眾演員） 11. 三顆戀戀的心 （主唱：林小寶、彭鎮南、譚偉權） 12. 戰火（主唱：林小寶、1941眾演員） 13. 互相幫助 （主唱：廖淑芬、1941眾演員） 14. 逆夢之行（主唱：譚偉權） 15. 尖沙咀碼頭（主唱：1941眾演員） 16. 如果你愛是別人 I（主唱：彭鎮南） 17. 夢未央 （主唱：何浩源﹑1941眾演員） 18. 如果你愛是別人 II（主唱：彭鎮南） 19. 聖誕夜（主唱：林小寶） 20. 憑著勇氣（主唱：譚偉權） 21. 窮天竭地（主唱：全體演員） |

### 其他歌曲
| 年份    | 歌名             | 備註                                             |
| 199？年 | 加油、加油       | 兒歌                                             |
| 199？年 | 博學多才         | 兒歌                                             |
| 1994年  | 我的選擇是錯是對 | 與劉玉翠及劉雅麗合唱                             |
| 2001年  | 得意新一派       | 兒歌、《2001年度兒歌金曲頒獎典禮》候選兒歌金曲   |
| 2001年  | 千載難逢         | 舞台劇《白蛇》主題曲、由趙增熹監製               |
| 2001年  | 地久天長         | 舞台劇《地久天長》主題曲                         |
| 2001年  | 雲彩裡的宮殿     | 與林小寶、陳曙曦及何浩源合唱、舞台劇《邊城》插曲 |
| 2001年  | 天邊外           | 與何浩源合唱、舞台劇《邊城》插曲                 |
| 2001年  | 小渡頭           | 與林小寶合唱、舞台劇《邊城》插曲                 |
| 2001年  | 夢一場           | 與林小寶合唱、舞台劇《邊城》插曲                 |
| 2002年  | 我偶像原是你     | 兒歌、《2002年度兒歌金曲頒獎典禮》候選兒歌金曲   |
| 2002年  | 我的花           | 舞台劇《十二月部屋》插曲                         |
| 2002年  | 仍是冬天         | 舞台劇《十二月部屋》插曲                         |
| 2002年  | 我是球迷         | 2002年亞洲電視世界盃主題曲                       |
| 2013年  | 十二隻恐龍去上班 | 《2013年度新城勁爆兒歌頒獎禮》新城勁爆兒歌       |
| 2013年  | Miracle          | 與羅敏莊合唱                                     |
| 2018年  | 若我再活多一次   | 與劉雅麗合唱、舞台劇《絕代芳華》主題曲           |

## 曾獲奬項及提名
| 年份   | 獎項                                                                | 結果 |
| 1988年 | 87 - 88年度傑出演員獎（喜劇）——Eugene（《少年十五二十時》）         | 獲獎 |
| 1989年 | 88 - 89年度傑出演員獎（喜劇）——Eugene（《衝上雲霄》）               | 獲獎 |
| 1990年 | 89 - 90年度傑出演員獎（音樂劇）——Danny（《油脂》）                  | 獲獎 |
| 1990年 | 89 - 90年度傑出演員獎（音樂劇）——偉仔（《手足情緣》）               | 獲獎 |
| 1992年 | 第二屆香港舞台劇獎「最佳男配角（喜劇 / 鬧劇）」——《橫衝直撞偷錯情》 | 獲獎 |
| 1995年 | 1995年度兒歌金曲頒獎典禮十大兒歌金曲《白石嶺公園》                  | 獲獎 |
| 2014年 | 2013年度新城勁爆兒歌頒獎禮新城勁爆兒歌《十二隻恐龍去上班》          | 獲獎 |
| 2021年 | AEG音樂排行榜頒獎典禮2021 — 鑽石全方位歌手                          | 獲獎 |

## 外部連結
- 譚偉權的新浪微博
- 譚偉權的Facebook專頁
- 譚偉權的Instagram帳戶
- 明星在線 Star Online - GaryGorGor譚偉權[永久]
- 譚偉權在香港影庫上的簡介